# 第68回オールスター競輪
第68回オールスター競輪は、2025年8月12日～17日まで、函館競輪場にて行われた競輪のGI競走である。優勝賞金は6,500万円（副賞込み）。

## レースプログラム
6日間で各4走（3日目の「シャイニングスター賞の出走者のみ）または5走。本年よりガールズケイリンのレースが無くなったこともあり（女子オールスターに独立して開催）、勝ち上がり方式が4年ぶりに変更された。
2日目まで行われた一次予選では、5年ぶりにポイント制を廃止し1走で勝ち上がりが決まる方式に戻された。また、4日目には準々決勝が行われることになった。
S級S班とファン投票上位が出走した初日のドリームレース・2日目のオリオン賞からスタートした場合、4日目の準々決勝以上に確実に進める方式となった。一方で、一次予選からの選手は3日目に戻されたシャイニングスター賞には出走出来なくなった。

## 決勝戦

### 競走成績
- 8月17日（日）第11レース[3][4][5][6][7]
- 誘導員…板垣昴（北海道）[8][9][10]

| 着  | 番 | 選手名   | 齢 | 府県 | 期別 | 班 | 着差   | 上り | 決ま り手 | S/J H/B | 個人 状況 |
| --- | -- | -------- | -- | ---- | ---- | -- | ------ | ---- | --------- | ------- | --------- |
| 1   | 7  | 寺崎浩平 | 31 | 福井 | 117  | 1  |        | 11.3 | 捲り      |         |           |
| 2   | 1  | 古性優作 | 34 | 大阪 | 100  | S  | 1輪    | 11.3 | マーク    | S       |           |
| 3   | 4  | 南修二   | 43 | 大阪 | 88   | 1  | 1/2身  | 11.1 |           |         |           |
| 3.5 |    |          |    |      |      |    |        |      |           |         |           |
| 4   | 5  | 松本貴治 | 31 | 愛媛 | 111  | 1  | 1輪    | 11.0 |           |         |           |
| 5   | 3  | 吉田拓矢 | 30 | 茨城 | 107  | 1  | 1身1/2 | 11.4 |           |         |           |
| 6   | 6  | 佐藤礼文 | 34 | 茨城 | 115  | 2  | 1/2身  | 11.2 |           |         |           |
| 7   | 2  | 太田海也 | 26 | 岡山 | 121  | 1  | 3/4身  | 11.3 |           |         |           |
| 8   | 8  | 岩津裕介 | 43 | 岡山 | 87   | 1  | 6身    | 11.5 |           |         |           |
| 9   | 9  | 脇本雄太 | 36 | 福井 | 94   | S  | 7身    | 13.0 |           | JHB     |           |

### 配当金額
| 1=5 | 300円 | (1) |

| 1=7 | 170円 | (1) |
| 4=7 | 250円 | (2) |
| 1=4 | 350円 | (5) |

| 5-1 | 340円 | (1) |

| 1=7 | 290円 | (1) |

| 1=4=7 | 430円 | (1) |

| 7-1 | 370円 | (1) |

| 7-1-4 | 730円 | (1) |

### レース概略
決勝は、近畿勢から4名・関東(茨城)勢から2名・中国(岡山)勢から2名・四国勢から1名が決勝に進出。近畿勢の並びの行方が注目されたが、古性-南の大阪勢が、脇本-寺崎の福井勢の後位を選択したことで近畿ラインが4車で、また今回は脇本が前を走ることとなり、近畿ラインは⑨脇本 - ⑦寺崎 - ①古性 - ④南の並びに。あとは岡山コンビの中国ラインは、②太田 - ⑧岩津の並びに、茨城コンビの関東ラインは、③吉田 - ⑥佐藤の並びに、そして⑤松本（愛媛）は単騎を選択し、4分戦となった。。
レース展開として、スタート取りから白熱した展開になったが、①古性が車番を活かしスタートを取り、周回中の隊列は⑨-⑦-①-④ ③-⑥ ②-⑧ ⑤の並びに、残り3周を過ぎ、②太田が前を叩こうとしたが、残り2周で⑨脇本がそのまま突っ張る。ここで、①古性が分断されかけたがすぐに追いつき、近畿勢4車での先行に。②太田は位置が取れず後方へ後退。最終周回の2コーナーから③吉田が捲るも、このタイミングで⑦寺崎が合わせて番手捲り。結局、4コーナーすぎに④南から牽制を受け吉田は後退。このとき、⑤松本が内にコースを取り踏んで行くものの、こちらも直線で南がすぐさま内を締め牽制、コースが無く伸びず。結果、古性とのゴール前勝負を制した寺崎が、悲願のGⅠ初タイトル獲得となり、2着にはライン3番手の古性、3着にはライン4番手ながら仕事をし追い込んだ南が入り、ラインでのワンツースリー。枠式、二連勝式、三連勝式ともに全て１番人気での決着となった。

## 特記事項
- 函館でのGI開催は、武田豊樹が制した2012年の第63回高松宮記念杯競輪以来13年ぶり（当時は昼間開催・次回は松山で開催される）。ナイター競輪の発祥地で、オールスターが今回初めて開かれた[15]。

- 本年より同年の第55回大会以来13年ぶりに男子のみの開催に戻った[注 2]。また、賞金が前年に続き拡充された。

- 今大会のキャッチフレーズは、「真夏の頂点を決めようぜ」。

- 今大会のイメージキャラクター兼公式アンバサダーは、北海道（札幌市）出身で現在は函館市にも生活拠点を構える[16]タレントの松岡昌宏が務めた。ちなみに今大会のポスター、CMなどの撮影は、函館ではまだ雪が残る3月に行われた。なお、松岡は最終日の17日に来場してトークショー[17]と表彰式での花束プレゼンターを行った[18]。

- 開催期間中は、今年も前半3日間・後半3日間それぞれで日中にS級シリーズ（FI）『KEIRINライジングスターズ』を実施。前半12日 - 14日は前橋と富山にて、後半15日 - 17日は大宮と岸和田にて、それぞれ開催された。

- 今回も多くのイベント・ファンサービスが組まれていた[19]。

- 初日の開会式では、選手宣誓を地元・北海道の川津悠揮が行った。このほか、ファン投票1位となった古性優作がスピーチを、同日に行われたドリームレースに出走した9名に対しては『ベストナイン表彰』としてJKAより記念のメダルが贈呈された。また、開始前には函館巴太鼓の生披露もあった。

- シリーズ全体の売上目標は140億円[20]であったが、シリーズ6日間全体の総売上は前年比3.2％増の159億4604万8300円[21]で、目標額を大幅に上回った。なお、各日ごとの入場者数と売上額は、初日入場4,048人・売上23億8813万4500円[22]、2日目入場3,633人・売上21億5286万6100円[23]、3日目入場5,020人・売上21億9904万9900円[24]、4日目入場6,714人・売上25億6556万600円[25]、5日目入場5,706人・売上28億3341万円[26]、最終日入場8,342人・売上38億702万7200円[27]。また、決勝戦の売上は15億7081万6000円だった。なお、オールスター競輪の売上が155億円を超えたのは2008年の第51回大会[注 3]（一宮・廃止）以来17年ぶりだった[注 4]。

### 放送関係
- 地上波の決勝戦中継は最終日の20:00 - 20:50[注 5]に、テレ東《TXN系列・BSテレ東 全7局ネット・TVerでも見逃し配信を実施》「世界中から厳選！奇跡の瞬間アワード2 ～第68回オールスター競輪（GI）決勝戦～」にて放送された[28][29]。今回は、2021年以来4年ぶりに『デカ盛りハンター』以外の番組とコラボレーションしての放送となった[注 6]。函館現地からの司会は春日俊彰（オードリー）、進行は狩野恵里アナ、リポーターとテレ東関連の優勝インタビューは嶺百花アナ、中継の解説は中野浩一、実況は3年連続で板垣龍佑アナが担当。なお、函館の特別競輪決勝戦が地上波中継されたのは2007年のふるさとダービー函館（GII）以来18年ぶり[注 7]。また、当日のスポーツ リアライブ〜SPORTS Real&Live〜の冒頭でもダイジェスト放映された。

- 決勝戦中継とは別に、テレ東《TXN系列 全6局ネット》にて開催最終日の17日の16:00 - 17:15にも事前特番として「チャリ飯旅9 魅力度日本一！函館で港町グルメ＆極上スイーツ食べ尽しSP」を放送した[注 8]。

### 競走データ
- 6月23日に出場選手（正選手135名・補欠8名）が決定となった[30][31]。なお、初日に行われた特別選抜予選扱いであるドリームレースと2日目に行われたオリオン賞の想定番組については、8月4日に一度発表された[32]。また、平原康多の引退と松浦悠士・山崎賢人の欠場の影響で、坂井洋と伊藤颯馬と纐纈洸翔がオリオン賞に繰り上がった。

- ファン投票第1位は、前年覇者の古性優作（2年連続2回目）[33]。

- S級S班の9選手は今年も全選手が出場する予定だったが、7日付で松浦悠士が負傷欠場になり、全選手が揃うことは無かった。松浦は7月18日の玉野にて開催されたGII・第21回サマーナイトフェスティバルの初日10R特別選抜予選で落車棄権となり、そのまま途中欠場になった影響で、欠場を決めた。なお、松浦の欠場に伴い、ドリームレースには太田海也が繰り上がり番組が変更となった[34]。なお、出場していた8選手のうち、清水裕友は4日目の準々決勝Bで、岩本俊介は同日の準々決勝Aで、郡司浩平、犬伏湧也、眞杉匠、新山響平は5日目の準決勝でそれぞれ敗退となった。

- 今開催では、井上昌己がオールスター競輪連続20回出場を果たし、開会式において表彰式が行われ、記念品が贈呈された[35]。

- 山口富生が55歳7か月で出場、自身が持つGI最年長出場記録を更新。

- 最年少出場は山崎歩夢で、20歳4か月[31]。選考順位第135位（最下位）で、推薦枠での出場ではあったが、父・山崎芳仁とともに親子同時GI出場を果たした[36][37]。親子同時GI大会出場は、2010年の第53回オールスター競輪（いわき平）での坂本勉・坂本貴史親子以来、15年ぶり2組目[38]。また、初日の第5レース（一次予選）にてGI初出走し初勝利を挙げた[39]（準々決勝B敗退）。

- 今回、GI初優出は、佐藤礼文[40][注 9]。また、松本貴治は2度目のGI優出[41]。このほか、岩津裕介が自身初のGIタイトルを獲得した第59回オールスター競輪以来9年ぶりのGI優出を果たした。

- 6車が決勝に乗って別線勝負となった2月の全日本選抜とは異なり、近畿勢が今回は4車結束を表明した。

- 寺崎浩平は、今年第40回読売新聞社杯全日本選抜競輪、第76回高松宮記念杯競輪に続いてGI優出3度目、通算では6度目の優出となったが、今回初のGI優勝を果たした。なお、寺崎はGIIのみならずGIIIも優勝経験はなく、グレードレース初優勝でもあった。GI優勝がグレードレース初優勝であったのは、2017年の第71回日本選手権競輪（京王閣）での三谷竜生以来。